# Panagiōtīs Egkōmitīs
Panagiōtīs Egkōmitīs (in greco: Παναγιώτης Εγκωμίτης; Famagosta, 26 maggio 1972) è un allenatore di calcio ed ex calciatore cipriota, di ruolo centrocampista.

## Carriera

### Club
Ha giocato nella massima serie del campionato cipriota e greco.

### Nazionale
Ha esordito con la nazionale cipriota nel 1994, giocando 44 partite fino al 2003.

## Palmarès

### Giocatore

#### Competizioni nazionali
- Campionato cipriota: 3

Anorthosis: 1997-1998, 1998-1999, 1999-2000
- Coppa di Cipro: 1

Anorthosis: 1997-1998
- Supercoppa di Cipro: 2

Anorthosis: 1998, 1999

### Allenatore

#### Competizioni nazionali
- B' Katīgoria: 1

Ethnikos Achnas: 2018-2019